# Etsujirō Uehara
Etsujirō Uehara (植原 悦二郎, Uehara Etsujirō , 15 mai 1877 - 2 décembre 1962) est un homme politique Japonais de l'ère Shōwa (1926-1989). Ancien représentant en 1946, il devient ministre de l'intérieur dans le gouvernement de Shigeru Yoshida du 31 janvier 1947 au 24 mai 1947. Il mène une réforme visant à réduire la taille des circonscriptions électorales,.